# Đuôi chó hai hạt
Đuôi chó hai hạt (danh pháp khoa học: Myriophyllum dicoccum) là một loài thực vật có hoa trong họ Haloragaceae. Loài này được F. Muell. miêu tả khoa học đầu tiên năm 1858.